# Cristo Rey (título)

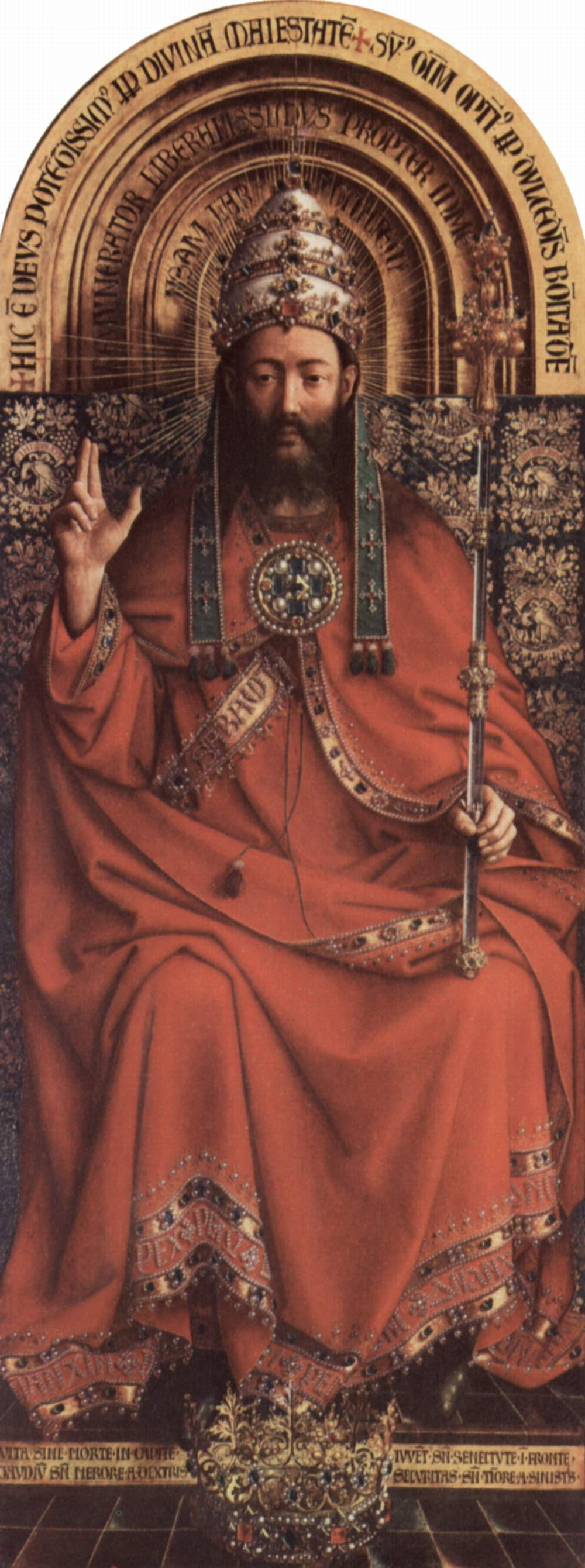
Cristo Rey, detalle del Políptico de Gante de Jan van Eyck.

Cristo Rey, Christus Rex en latín, es uno de los nombres de Jesús que procede de las Escrituras. Es un título usado por todos los cristianos y celebrado como la Solemnidad de Cristo Rey por la Iglesia católica. Otras comunidades cristianas anglicanas, episcopales, presbiterianas, luteranas y metodistas también reconocen este título a Jesucristo.
El nombre se usa frecuentemente para denominar iglesias, escuelas, seminarios y hospitales. También se usa para indicar monumentos y lugares. 

## Origen
El título de Rey aplicado a Cristo se encuentra de diferentes formas en la Escritura: Rey de los siglos, Rey de Israel, Rey de los Judíos, Rey de Reyes, Rey de los santos y Soberano de los reyes de la Tierra.
Pilato redactó y mandó poner en la cruz la inscripción INRI acrónimo de la frase latina IESVS NAZARENVS REX IVDAEORVM, la cual se traduce al español como: "Jesús de Nazaret, Rey de los Judíos".
La doctrina católica sobre el reinado social de Cristo se expone en la encíclica Quas Primas del papa Pío XI, publicada en 1925, que debía enseñar a las naciones: 

«el deber de adorar públicamente y obedecer a Jesucristo no sólo obliga a los particulares, sino también a los magistrados y gobernantes»

Añadiendo, además, que:

«su regia dignidad exige que la sociedad entera se ajuste a los mandamientos divinos y a los principios cristianos, ora al establecer las leyes, ora al administrar justicia, ora finalmente al formar las almas de los jóvenes en la sana doctrina y en la rectitud de costumbres.»

De esta encíclica ha dicho Michael Greaney que es "posiblemente una de las peor entendidas y de las más ignoradas de todos los tiempos". La encíclica cita a San Cirilo de Alejandría, haciendo notar que el reinado de Cristo no se obtiene con violencia: «Posee Cristo soberanía sobre todas las criaturas, no arrancada por fuerza ni quitada a nadie, sino en virtud de su misma esencia y naturaleza».
Algunos teólogos posteriores al Concilio Vaticano II alteraron el significado de la realeza de Jesucristo, dando a entender que no se refiere a un Reinado Social que los cristianos deben buscar. El papa Benedicto XVI señaló, como su predecesor Juan Pablo II, que el reinado de Cristo no se basa en el "poder humano", sino por el amor y el servicio a los otros.

## Movimientos políticos
Algunos movimientos que adoptaron la alusión a Cristo Rey como grito de guerra fueron:
- México: Los Cristeros, opositores a las políticas anticlericales del presidente Plutarco Elías Calles entre 1926 y 1929.
- Bélgica: El Rexismo, movimiento de extrema derecha similar al Fascismo italiano y a la Falange en España.
- España: El grito de "¡Viva Cristo Rey!" fue usado por la Comunión Tradicionalista durante la Segunda República y por el bando nacional y principalmente los requetés durante la guerra civil española (1936-39).